# ザンベジ国立公園
ザンベジ国立公園（Zambezi National Park）はジンバブエザンベジ川のヴィクトリアの滝の上流にある国立公園である。1979年にヴィクトリアの滝国立公園から分かれ、面積は56,000haである。公園はカズングラに向かう道路で、川辺とチャマボンダフレイに二分されている。公園の大半はザンベジ・モパネ森林地帯の環境地域にあり、南側の狭い区域がザンベジ・バイキアエア森林地帯にある。

## 動物相
ザンベジ国立公園はアフリカゾウ属やライオン、アフリカスイギュウ、ヒョウなどの広範な大型哺乳動物の群れがいる。このカリスマ性を有する「ビッグ5」に加えて、セーブルアンテロープやイランド、サバンナシマウマ、キリン、クーズー、ウォーターバック、インパラの群れがいる。更に多くの小さな野生動物の種がここでは見られる。
400を超す種類の鳥がザンベジ国立公園で記録されている。ウオクイフクロウやアフリカハサミアジサシ、アサナキヒタキ、ラナーハヤブサ、オニアオサギ、アフリカヒレアシ、エリジロツバメチドリ、レンカクゲリは、公園の特別な鳥の仲間と看做されている。鳥や陸上の動物とは別に有名なタイガーフィッシュなどの公園にいる75種の魚がいる。小さい（しかし景勝の）ザンベジ国立公園は、ビクトリアの滝に近接しているために滝からの日帰り旅行にうってつけの行き先である。本当の未開地を体験できる公園内にザンベジ川を眺望できるロッジが数軒ある。キリンやシマウマ同様にゾウやスイギュウが日常的に見られる。ウォーターバックやインパラ、セーブルアンテロープなどの様々なレイヨウがいる。

## 行き方
ザンベジ国立公園に行く最も簡単な方法は、ザンベジ川の川岸沿いの広範囲の道路網であり正門に接続するザンベジ川ゲーム・ドライブから、メインゲートを通る方法である。自然が残っている公園の南側へ訪問者を導く25キロメートルのチャマボンド・ゲーム・ドライブがある。ヴィクトリアフォールズの5キロメートル南が起点であり、そこはブラワヨ道に向けてビクトリアの滝が始まる地点である。

## 参照
1. ↑  Zambezi National Park, Victoria Falls River Lodge
2. 1 2  “Zambezi National Park Zimbabwe”. Victoria Falls Guide.   Tony and Boo Peel. 2016年11月9日閲覧。
3. 1 2  “Victoria Falls and Zambezi National parks”.   Zimbabwe Parks & Wildlife Management Authority. 2016年11月9日閲覧。
4. ↑  “zambezi national park” (英語). visitafrica.site (2020年8月26日). 2020年8月24日閲覧。